# Phaya Mengrai (huyện)
Phaya Mengrai (tiếng Thái: พญาเม็งราย) là một huyện (‘‘amphoe’’) của tỉnh Chiang Rai, phía bắc Thái Lan.

## Địa lý
Các huyện giáp ranh là (từ phía tây theo chiều kim đồng hồ) Wiang Chai, Wiang Chiang Rung, Chiang Khong, Khun Tan và Thoeng của tỉnh Chiang Rai.

## Lịch sử
Tiểu huyện (King Amphoe) đã được thành lập ngày 5 tháng 5 năm 1981, khi ba tambon Mae Pao, Mae Tam và Mai Ya được tách khỏi Thoeng. Đơn vị này đã được nâng thành huyện ngày 12 tháng 8 năm 1987.
Huyện này được đặt tên theo vua Mengrai, người sáng lập ra vương quốc Lanna ở phía bắc Thái Lan.

## Hành chính
Huyện này được chia thành 5 phó huyện (tambon), các đơn vị này lại được chia thành 69 làng (muban). Phaya Mengrai là một thị trấn (thesaban tambon) which nằm trên một phần của tambon Mengrai and Mae Pao. Ngoài ra có 5 tổ chức hành chính tambon (TAO).
| Số TT | Tên       | Tên tiếng Thái | Số làng | Dân số |  |
| ----- | --------- | -------------- | ------- | ------ |  |
| 1.    | Mae Pao   | แม่เปา          | 19      | 11.302 |  |
| 2.    | Mae Tam   | แม่ต๋ำ           | 11      | 5.026  |  |
| 3.    | Mai Ya    | ไม้ยา           | 17      | 11.069 |  |
| 4.    | Mengrai   | เม็งราย         | 14      | 9.899  |  |
| 5.    | Tat Khwan | ตาดควัน         | 8       | 4.676  |  |